# مرآة مقعرة
المرآة المقعرة في الفيزياء (بالإنجليزية: Concave mirror)‏ هي مرآة منحنية شبه كروية مصنوعة إما في شكل مقطع من كرة فتسمى «مرآةً كُرِيَّة» أو في شكل قطع مكافيء دوراني، وتسمى «مرآة قطع مكافئ». أذا سقطت أشعة داخل هذه المرآة فإن الأشعة تنعكس على سطحها المقوس وتتجمع في نقطة تسمى «بؤرة». أو بالعكس إذا وضعنا مصباحا في بؤرة المرآة، فتنعكس الأشعة على سطح المرآة المقعرة وتخرج منها في شكل شعاع متوازي. تستخدم المرآة المقعرة في الطب وفي صناعة المصابيح ومصابيح السيارات وتستخدم لبناء تلسكوبات للرصد.

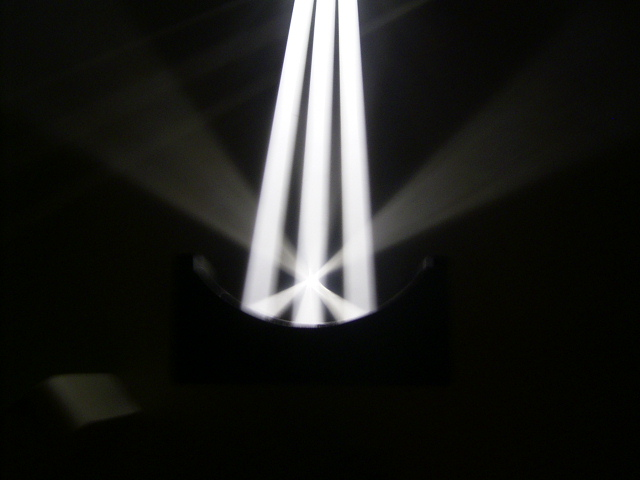
مسار الشعاع في مرآة مقعرة

كما تستخدم أنواع معدنية أخرى لاستقبال موجات التلفزة والرادار، ونعرفها «كطبق» أو «صينية» الاستقبال التلفزيوني. في هذه الحالة فهي تقوم بتجميع أشعة التلفاز الساقطة عليها الآتية من محطة التلفاز وتجمعها في نقطة حيث يوجد «مضخم إلكتروني» يكبرها ويدخلها إلى جهاز التلفاز لاستقبال الصورة والصوت.
إذا نظرت إلى وجهك في مرآة مقعرة ستراه مكبرا.

## تاريخها

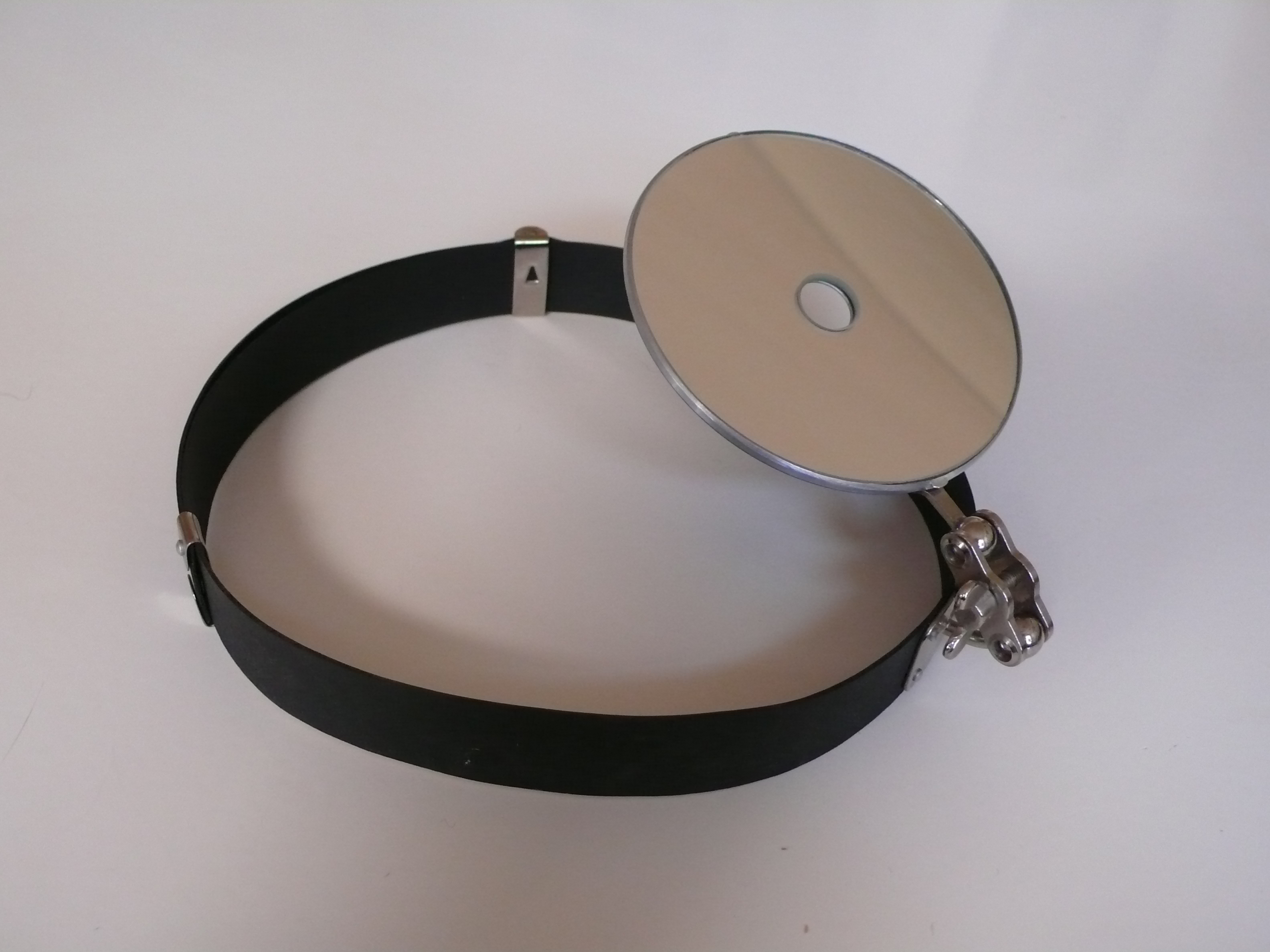
مرآة الطبيب: وتستخدم لفحص الحلق

استخدم الطبيب الفرنسي «بيير بوريل»، عضو الأكاديمية العلمية بباريس، في القرن السابع عشر مرآة مقعرة كأداة للفحص. وكان قد صنع لهذا الغرض مرآة مقعرة تزيد من إضاءة أجزاء الجسم التي يريد فحصها وتركيز الاشعة عليها.

يستخدم منها اليوم أنواع مطورة يثبتها الطبيب على رأسه كعاكس تساعده على التشخيص.
اهتم قبل ذلك أرشميدس بالمرآة المقعرة كما أجرى الحسن بن الهيثم من علماء العرب البحوث عليها وكتب عنها.

## أنواعها
تعمل المرآة المقعرة نفس عمل العدسة المحدبة ويستخدم منها نوعان: النوع الكروي وهو سهل الصنع ولكن الصورة الناشئة منها لا تكون صورة واضحة بسبب عدم تجمع الأشعة المتوازية والساقطة على قلب المرآة في نقطة واحدة، ولكنها تتجمع في عدة نقاط على محور المرآة، بحسب انعكاسات الضوء من «رأس» الكرة ومن أجزاء المرآة قريبا من الحافة. هذا العيب يسمى إزاغة كروية. لذلك تصنع المرآة المقعرة في شكل ثاني يحتاج إلى دقة كبيرة في الصنع لأن سطحها يكون مشكلا في هيئة قطع مكافيء دوراني. عرف هذا الشكل للمرآة خلال القرن السابع عشر، وهو يتلافى تجمع الأشعة فيما يسمى الإزاغة الكروية، ويقوم بتجميع الأشعة المتوازية الساقطة على المرآة في نقطة واحدة، وهي البؤرة.

### مرآة قطع مكافيء
من المرآة في شكل قطع مكافئ تنعكس الأشعة الساقطة الموازية لمحور المرآة في البؤرة، ولكن تصنيع هذه المرآة يحتاج إلى بذل جهد أكبر عن صناعة المرآة الكرية.

### المرآة الكروية

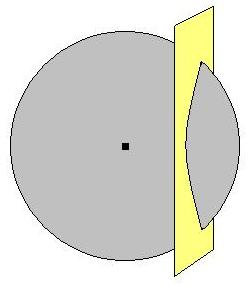
المرآة الكرية هي مقطع في كرة.

يمكن من صناعة سطح كري القيام بوظيفة مرآة القطع المكافئ عندما يكون نصف قطر التكوير كبيرا، ويكفي هذا التقريب لاستخدامات كثيرة. ويسهل صناعة المرآة الكروية عن صناعة مرآة في شكل قطع مكافئ، بحيث أن المرآة الكرية تستغل في أحوال كثيرة.
تعتمد الخصائص البصرية للمرآة المقعرة على نصف قطر التكوير. فإذا وضعنا مصباحا في مركز تكوير المرآة فإن الاشعة المنعكسة من سطح المرآة تتجمع ثانيا عند نقطة وجود المصباح. ذلك لأن كل شعاع ساقط على سطح المرآة الكرية يكون ساقطا عموديا عليه فينعكس على نفسه، وتتجمع الأشعة المنعكسة ثانيا عند مركز التكوير.
وأما في حالة سقوط أشعة متوازية من مالانهاية على سطح المرآة الكرية فإنها تتجمع في البؤرة. تلك البؤرة تقع تقريبا عند نصف نصف قطر التكوير. أي أن «البعد البؤري» للمرآة المقعرة يساوي نصف «نصف قطر التكوير».
ولكن الأشعة المجمعة من المرآة الكرية لا يكون تجمعها في نقطة واحدة بسبب الإزاغة الكرية: تتجمع الأشعة المنعكسة من حلقات مختلفة من المرآة كل منها في نقطة غير الأخري. (وهذا ما تتلافاه مرآة القطع المكافئ.)

## الصورة
في هذا الجزء سنفترض أننا تستخدم المرآة في حيز زوايا يتساوى فيها عمل المرآة الكرية ومرآة قطع مكافئ.
إذا نظرنا من موقع بين سطح المرآة والبؤرة فإننا نرى أنفسنا مكبرين، حيث تكون الصورة معتدلة كما لو كنا ننظر لأنفسنا في مرآة مستوية. ولكن ناحية اليمين نجدها يسارا وناحية اليسار نجدها إلى اليمين.
وإذا نظرنا لأنفسنا في مرآة مقعرة من نقطة بعيدة عن البؤرة فإن الصورة التي نراها تنقلب، ويمكن عن طريق تطبيق قانون الانعكاس حساب الصورة المتكونة.
وتستخدم المرآة المقعرة كمرآة رئيسية في التلسكوب العاكس، وفي المطياف وفي موحد اللون monochromator وفي مرايا الحلاقة. كذلك تطبق المرايا المقعرة في «أطباق» الاتصالات للأقمار الصناعية، وللاستقبال التلفزيوني، والرادار، وهي تعمل جميعا بنفس المبدأ، إلى أن هذه تستخدم الموجات الراديوية بدلا من الموجات الضوئية.

## مسارات الأشعة
مثلما في حالة العدسة المحدبة تتكون «صورة خيالية» عندما يوجد الشيء (شمعة مثلا) على بعد من المرآة أقل من البعد البؤري (الصورة الخيالية لا يمكن استقبالها على حائل ويمكن رؤيتها فقط). ويمكننا اختبار ذلك مع مرآة حلاقة مكبرة، فهي تكون ذات نصف قطر تكوير كبير وبالتالي يكون بعدها البؤري كبير. يكون البعد البؤري لها أكبر من المسافة بين الشخص والمرآة، ويكون الشخص نفسه هو الشيء الذي نجري الاختبار به. 
وأما إذا كانت المسافة بين الشيء والمرآة المقعرة أكبر من البعد البؤري ن فتتكون صورة مقلوبة مكبرة للشيء، وتكون الصورة المكبرة صورة حقيقية، أي يمكن استقبالها على حائل.
ويعتمد التكبير أو التضخيم على بعد الشيء من المرآة المقعرة بالنسبة للبعد البؤري. ومثال على ذلك مرآة التلسكوب العاكس، حيث يكون «الشيء» (الجرم السماوي) بعيدا جدا، وتتكون صورة صغيرة بالقرب من البؤرة (لكي نقوم بتصوير نجم على لوح فوتوغرافي).
سنوضح الآن خصائص المرايا المقعرة في عدة من الأمثلة:
يكفي مد خطين يمثلان شعاعين من رأس الشيء، يمر أحدهما بمركز المرآة والآخر يكون موازيا لمحور المرآة. ثم نرى كيف ينعكسان، هل يتلاقى أم لا (تطبيق قانون الانعكاس: زاوية الانعكاس تساوي زاوية السقوط). نقطة التلاقي تبيّن «رأس» الشيء في الصورة (انظر أسفله).
| بُــعد الشيء (G), البعد البؤري (F)                                | الصــورة | مسار الأشعة |
| ---------------------------------------------------------------- | --- | ----------- |
| {\displaystyle G<F} (الشيء "شمعة" بين البؤرة والمرآة)            | - تتكون صورة خيالية (خلف المرآة) - معتدلة - مكبرة |             |
| {\displaystyle {G=F}} (الشمعة عند البؤرة)                        | - تنعكس الأشعة متوازية – ولا تتكون صورة. |             |
| {\displaystyle {F<G<2F}} ("الشمعة" بين البؤرة وضعف البعد البؤري) | - صورة حقيقية للشمعة (يمكن تلقيها على حائل) - مقلوبة - مضخمة                                                                                              |             |
| {\displaystyle {G=2F}} (بـُعد الشمعة ضعف البعد البؤري)            | - صورة حقيقية - مقلوبة - طول الصورة هو نفس طول الشمعة |             |
| {\displaystyle G{>}2F} (بعد الشيء أكبر من ضعف البعد البؤري)      | - صورة حقيقية - مقلوبة - مصغرة - في حالة بعد الشيء بعيدا جدا عن المرآة تتكون صورة مصغرة عند البؤرة ويمكن استقبالها على حائل أو تصويرها على لوح فوتوغرافي. |             |

- رمز F بالعربية يصبح ب.

## اقرأ أيضا
- حوض القطع المكافئ
- معادلة العدسة
- ثلاثة مرايا تمنع الاعوجاج
- حساس (تصوير)
- مرآة
- طاقة شمسية
- مرآة مستوية
- مرآة محدبة